# EchoStar 23
EchoStar 23 (EchoStar XXIII) ist ein kommerzieller Kommunikationssatellit der EchoStar Corporation.
Er wurde am 16. März 2017 um 6:00 UTC mit einer Falcon 9 Trägerrakete vom Kennedy Space Center in eine geostationäre Umlaufbahn gebracht. Nachdem er seine Position auf 45° West eingenommen hatte, begann am 3. April 2017 der Testbetrieb.

## Technische Daten
Der dreiachsenstabilisierte Satellit ist mit 32 Ku-Band sowie Ka-Band und S-Band Transpondern ausgerüstet und soll von der Position/Inklination 45° West aus Telekommunikationsdienstleistungen und Fernsehen anbieten. Er wurde auf Basis des Satellitenbus SSL-1300 der Space Systems Loral gebaut und besitzt eine geplante Lebensdauer von 15 Jahren. Der Satellit wurde ursprünglich als EchoStar 13 bzw. CMBStar gebaut, der in einer Partnerschaft zwischen EchoStar und der chinesischen Regierung eingesetzt werden sollte, um während der Olympischen Sommerspiele 2008 Videoübertragungen anzubieten. Das Programm wurde im April 2008 aufgegeben, als klar wurde, dass der Satellit nicht rechtzeitig für die Olympischen Spiele starten würde. Für den im Jahr 2014 erteilten Auftrag für EchoStar 23 wurde beschlossen die Satelliten in großen Teilen wiederzuverwenden. Dazu wurde unter anderem die große Antenne, die den mobilen Nutzern des EchoStar XIII-Satelliten gedient hätte, durch vier Ku-Band-Antennen ersetzt.